# Kamienica przy ulicy Ariańskiej 18 w Krakowie
Kamienica przy ulicy Ariańskiej 18 – zabytkowa kamienica znajdująca się w Krakowie, w dzielnicy II Grzegórzki przy ulicy Ariańskiej 18, na rogu z ulicą Aleksandra Lubomirskiego 31, na Wesołej.
Kamienica została wzniesiona w 1899 roku według projektu architekta Leopolda Tlachny. W 1916 oraz 1938 roku odbyła się przebudowa budynku. Około 1964 roku kamienica została wyremontowana.
1 lipca 2005 budynek został wpisany do rejestru zabytków. Znajduje się także w gminnej ewidencji zabytków.